# ستيف كينسي
ستيف كينسي (بالإنجليزية: Steve Kinsey)‏ هو لاعب كرة قدم بريطاني، ولد في 2 يناير 1963 في مانشستر في المملكة المتحدة. لعب مع لوس أنجلوس لايزرز ومانشستر سيتي ونادي تشستر سيتي ونادي تشيسترفيلد ونادي روتشديل ونادي سانت ميرين ونادي كوليرين ونادي مولده.

## وصلات خارجية
- ستيف كينسي على موقع قاعدة بيانات كرة القدم.إي يو (الإنجليزية)
- ستيف كينسي على موقع عالم كرة القدم.نت (الإنجليزية)